# 23

## Nașteri
- Plinius cel Bătrân (Caius Plinius Secundus), învățat roman (d. 79)

## Decese
- dată necunoscută: Strabon  (n. 64 î.Hr.)